# Tombeau de Ronsard
Le Tombeau de Ronsard est un ouvrage collectif de huit mélodies des compositeurs Paul Dukas, Albert Roussel, Louis Aubert, André Caplet, Arthur Honegger, Roland-Manuel, Maurice Delage et Maurice Ravel, publié en 1924 dans la Revue musicale à l'instigation de son directeur Henry Prunières.

## Contexte
Le Tombeau de Ronsard s'inscrit dans la lignée du renouveau du genre du Tombeau en France au début du XXe siècle et représente un hommage collectif à Pierre de Ronsard, à l'occasion du quatre centième anniversaire de sa naissance. La Revue musicale est l'instigatrice de l’ouvrage, comme elle le fut pour le Tombeau de Claude Debussy publié en décembre 1920, et le sera pour le Tombeau de Paul Dukas en mai-juin 1936.
Le Tombeau paraît dans le supplément musical de la revue consacrée au poète, en mai 1924.

## Contenu
Le Tombeau de Ronsard est composé des mélodies suivantes, :
1. Sonnet de Paul Dukas, pour chant et piano ;
2. Rossignol, mon mignon d'Albert Roussel, pour chant et flûte ;
3. La fontaine d'Hélène de Louis Aubert, pour chant et piano ;
4. Sonnet de Pierre de Ronsard d'André Caplet, pour chant et harpe ;
5. Chanson d'Arthur Honegger, pour chant et piano ;
6. Sonnet de Roland-Manuel, pour chant et piano ;
7. Ronsard à sa muse de Maurice Delage, pour chant et piano ;
8. Ronsard à son âme de Maurice Ravel, pour chant et piano.

## Création
L'ouvrage collectif est donné dans son intégralité en concert au théâtre du Vieux-Colombier le 15 mai 1924,, mais certaines mélodies sont en réalité créées quelques jours auparavant, par exemple Ronsard à son âme de Ravel, interprétée le 7 mai 1924 par la dédicataire Marcelle Gerar au chant et Madeleine d'Aleman au piano à la salle Gaveau lors d'une séance de la Société musicale indépendante.

## Mélodies duTombeau de Ronsard

### Paul Dukas
Dukas compose Sonnet de Ronsard pour voix et piano sur un mouvement de sarabande, « courtois et noblement mélancolique », d'après un sonnet des Amours, « Ha, Bel-accueil, que ta douce parolle... ». 
L’œuvre, d'une durée moyenne d'exécution de trois minutes environ, est publiée séparément par Durand en 1924.

### Albert Roussel
La pièce de Roussel, Rossignol, mon mignon, « exquise », adopte une instrumentation originale en adjoignant à la voix la flûte seule. L’œuvre est créée par la cantatrice Ninon Vallin, sa dédicataire, avec René Le Roy à la flûte lors du concert du 15 mai 1924. Avec un autre poème de Ronsard, Ciel, aer, et vens, la mélodie constitue l'opus 26 du compositeur, Deux poèmes de Ronsard, publié sous ce titre par Durand en 1924.
La durée moyenne d'exécution de l’œuvre complète est de sept minutes trente environ.

### Louis Aubert
La contribution d'Aubert au Tombeau de Ronsard est La fontaine d'Hélène, publié en partition séparée par Durand en 1924. 

### André Caplet
L'hommage de Caplet prend, avec « prestesse et gaieté », le parti de l'originalité de l'instrumentation en utilisant la harpe pour accompagner le chant, le sonnet de Ronsard multipliant les images de douceur jusqu'à s'enivrer « d'une douceur si doucettement douce »…
Le sonnet, « Doux fut le trait », est réuni avec une précédente mélodie sur un texte de du Bellay, « Quand reverrai-je, hélas ! », pour constituer Deux Sonnets, publié en 1924 par Durand.   
La durée moyenne d'exécution de l’œuvre est de deux minutes trente environ.

### Arthur Honegger
La mélodie d'Honegger, courte, « traitée avec une émotion franche qui va au cœur », est une Chanson « aux archaïsmes savoureux ». 
La partition, d'une durée moyenne d'exécution d'une minute trente environ, est publiée par Maurice Senart en 1924 et porte le numéro H. 54 dans le catalogue du compositeur établi par Harry Halbreich.
Créée par Claire Croiza dans sa version pour chant et piano, l’œuvre connaît également de la main du compositeur une instrumentation pour voix, flûte et quatuor à cordes.

### Roland-Manuel
Le morceau de Roland-Manuel, Sonnet, est publié séparément par Heugel en 1924.

### Maurice Delage
La pièce de Delage, Ronsard à sa muse, est d'une durée moyenne d'exécution de trois minutes environ.

### Maurice Ravel
Mélodie « délicieuse d'ironique tristesse et de modestie orgueilleuse », Ronsard à son âme de Ravel est de « forme brève et d'un style musical archaïsant ». 
L’œuvre, d'une durée moyenne d'exécution de deux minutes trente environ, est publiée séparément par Durand en 1924 et porte le numéro M. 75 dans le catalogue du compositeur établi par Marcel Marnat. La mélodie est également orchestrée par Ravel en 1935.

### Édition
- Tombeau de Ronsard, La Revue musicale, 1er mai 1924 (lire en ligne).

### Ouvrages généraux
- Michel Duchesneau, L'Avant-garde musicale et ses sociétés à Paris de 1871 à 1939, Paris, Éditions Mardaga, 1997, 352 p. (ISBN 2-87009-634-8).
- Brigitte François-Sappey (dir.) et Gilles Cantagrel (dir.), Guide de la mélodie et du lied, Paris, Fayard, coll. « Les Indispensables de la musique », 1994, 916 p. (ISBN 2-213-59210-1).

### Article
- (en) Helen Julia Minors, « Le Tombeau de Ronsard in La Revue musicale (1924) », dans Deborah Mawer, Historical Interplay in French Music and Culture, 1860–1960, London, Routledge, 2018, 270 p. (présentation en ligne).

### Monographies
- Collectif, Albert Roussel, Paris, Actes Sud, coll. « Papiers », 1987, 128 p. (ISBN 2-86943-102-3).
- Vladimir Jankélévitch, Ravel, Paris, Seuil, coll. « Solfèges », 1956, rééd. 1995, 220 p. (ISBN 978-2-02-023490-0 et 2-02-023490-4).
- Bénédicte Palaux-Simonnet, Paul Dukas : le musicien-sorcier, Genève, Éditions Papillon, coll. « Mélophiles » (no 2), 2001, 152 p. (ISBN 2-940310-01-7).
- Simon-Pierre Perret et Marie-Laure Ragot, Paul Dukas, Paris, Fayard, coll. « Bibliothèque des grands musiciens », 2007, 557 p. (ISBN 978-2-213-63329-9).
- Philippe Rodriguez, Maurice Delage : La Solitude de l'artisan, Genève, Éditions Papillon, coll. « Mélophiles », 2001, 159 p. (ISBN 2-940310-08-4).
- Damien Top, Albert Roussel, Biarritz, Séguier, coll. « Carré Musique », 2000, 170 p. (ISBN 2-84049-194-X).